# Farmen VIP
Farmen VIP är en kändisversion av TV-serien Farmen som sänts på TV4. Säsongen visades på måndagar mellan 19 mars och 21 maj 2018. Paolo Roberto var programledare precis som i vanliga Farmen.
Vinnare av Farmen VIP blev Glenn Hysén. Yvonne Ryding blev tvåa och Klara Svensson trea.

## Deltagare
- Glenn Hysén (vinnare)
- Yvonne Ryding 2:a
- Klara Svensson 3:a
- Patrik Sjöberg 4:a (lämnade farmen i avsnitt 9)
- Lulu Carter 5:a
- Håkan Hallin 6:a
- Sigrid Bergåkra 7:a (lämnade farmen i avsnitt 6)
- Felicia Bergström 8:a (lämnade farmen i avsnitt 6)
- Samir Badran 9:a
- Ola-Conny Wallgren 10:a
- Camilla Henemark 11:a
- Ben Mitkus 12:a